# 三稜鏡

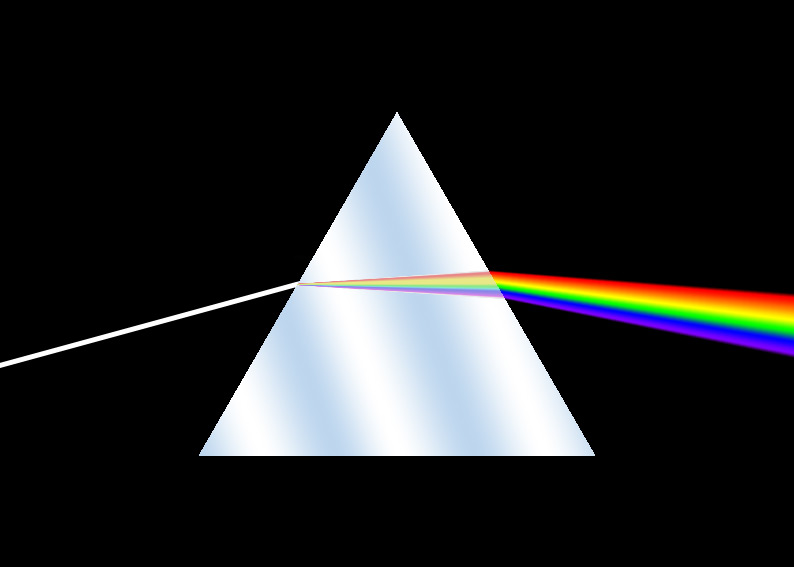
圖示为三稜鏡和被色散的光線

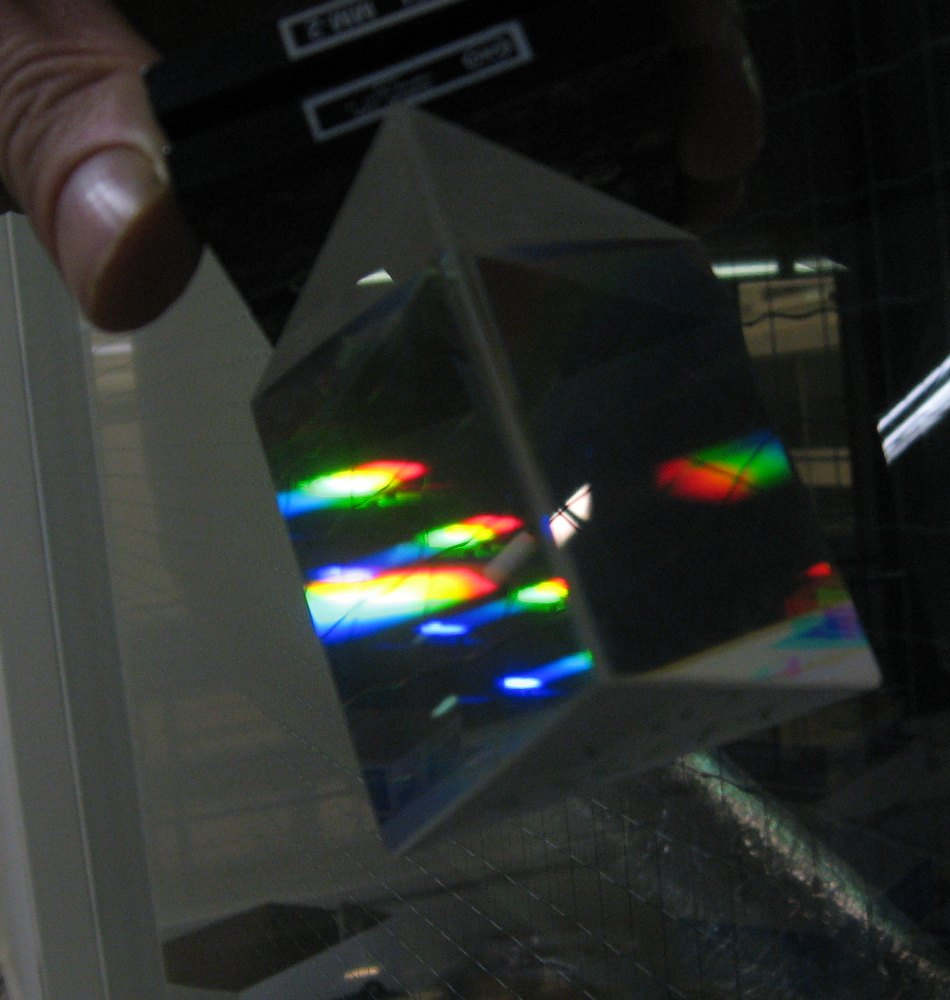
透過稜鏡看見的燈。

三稜鏡是光學稜鏡中的一種形式，在外觀上呈現幾何的三角形，是光學稜鏡中最常見，也是一般人所熟知的，但並不是最常用到的稜鏡。三稜鏡最常用於光線的色散，這是將光線分解成為不同的光譜成分。利用不同波長的光線因為折射率不同，在折射時會偏轉不同的角度，便會造成色散的現象。這種效應也被用來對稜鏡物質進行高精密度的折射系數測量。
物質的折射系數固然在不同的波長會有所不同，但有些物質的折射系數對波長的變化比其他物質強烈（色散非常明顯）。稜鏡的頂角（在上圖中，上面的角）能夠影響到稜鏡色散時的特性。通常，要適當的選擇光線射入的角度和射出的角度，當角度接近布儒斯特角（Brewster angle）時，在折射時造成的損耗最小。
一束白光會分出不同顏色，一般就分為七種顏色，即紅、橙、黃、綠、藍、靛和紫。

## 發現
1666年牛頓發現太陽光經三稜鏡的折射後可呈現彩色光，稱為光的色散現象。
由牛頓的色散實驗結果，可知白光是由多種顏色的光所組成。1801年，英國學者湯瑪士‧楊格首先研究人眼對顏色的感覺。他指出在可見光譜的位置排列上，只需選擇三種彼此有相當差距的基本色光，按不同的比例組合，幾乎可產生任何一種顏色。隨後德國學者赫尔曼·冯·亥姆霍兹在1856年至1867年，繼續深入對顏色的研究，確立了光的三原色理論。這三種基本色光的選擇並沒有特定的組合。傳統上，我們選擇紅、綠、藍三種色光作為光的三原色。圖顯示以相同強度的紅、綠、藍三原色的光，同時投射在白色光屏上的結果。中間的白色區域為三種色光共同混合而成。

## 流行文化
三稜鏡曾出現在英國搖滾樂隊平克·佛洛伊德於1973年推出的《月之暗面》專輯的封面上。